# ギヨーム・ドゥ・トンケデック
ギヨーム・ドゥ・トンケデック（Guillaume de Tonquédec、1966年10月18日 - ）は、フランスの俳優。ギョーム・デュ・トンケデックなどとも表記されることがある。

## 略歴
本名は Guillaume Emmanuel Marie de Quengo de Tonquédecで、フランスの貴族ケンゴ・トンケデック家の出身（彼の先祖は1626年から1900年くらいまでトンケデック城を所有していた）。エンジニアの父親と不動産業で働く母親の間の4子の1人として生まれた。
パリ・ナンテール大学で経済学を学びながら、ヴェルサイユ地方音楽院で演技を学ぶ。ミシェル・ブーケやジャン＝ピエール・ヴァンサン、ダニエル・メズギッシュなどに師事し、1986年に映画『On a volé Charlie Spencer!』で俳優デビューすると、映画だけでなく、テレビや舞台にも活動範囲を広げる。
2012年の映画『Le Prénom』で第38回セザール賞の助演男優賞を受賞している。

## 私生活
インテリアデザイナーの妻クリステルとの間に3子（アモーリ、ティモテー、ヴィクトワール）あり。

## 主な出演作品
- アルベール・カミュ Camus (2010) ※テレビ映画
- ムッシュ・アンリと私の秘密 L'Étudiante et Monsieur Henri  (2015)
- ホテル・ファデットへようこそ Bonne Pomme (2017) ※日本劇場未公開、WOWOWで放映
- そして誰もいなくなった フランス版 Ils étaient dix (2020) ※全6話のテレビミニシリーズ
- デリシュ! Délicieux (2021)